# Farmaciförbundet
Farmaciförbundet var ett fackförbund inom TCO. Det grundades 1931 som Sveriges tekniska apotekspersonals förbund, namnändrades 1952 till Apoteksteknikerförbundet, 1976 Apotekstjänstemannaförbundet - APT och slutligen 1995 till dess nuvarande namn Farmaciförbundet. Förbundet upphörde den 1 januari 2014 genom sammanslagning med Unionen.
Farmaciförbundet organiserade främst apotekstekniker i apoteksbranschen.

## Historia
- 1931 bildades Sveriges tekniska apotekspersonals förbund - STAF på en kongress i Norrköping. Medlemmar var: tekniska biträden, laboratoriebiträden, kassörskor och kontorister samt apoteksstäderskor.

- 1941 öppnades en egen expedition i Stockholm med anställd ombudsman.

- 1952 ändrades namnet till Apoteksteknikerförbundet - ATF.

- 1954 anslöts förbundet till TCO. Samma år bildade apoteksstäderskorna en egen organisation Apoteksstäderskeförbundet - ASF. ATF uppfyllde därmed TCO:s krav som tjänstemannaorganisation.

- 1991 namnändring till Farmaciförbundet ATF.

- 1995 namnändring till Farmaciförbundet.

- 2014 införlivades förbundet i Unionen.[2]

### Webbkällor
TAM-arkiv
1. ↑  http://www.farmaciforbundet.se/aktuellt/nyhetsarkiv/nyheter-2013/samgaendet-klart/#newsItem3143 Arkiverad 12 december 2013 hämtat från the Wayback Machine.
2. ↑  ”Farmaciförbundet går i graven”. Läkemedelsvärlden. http://www.lakemedelsvarlden.se/nyheter/farmaciforbundet-gar-i-graven-11659. Läst 30 oktober 2015.